# Фридрих фон Бранденбург-Швет
Фридрих фон Бранденбург-Швет (на немски: Friedrich von Brandenburg-Schwedt; Friedrich von Hohenzollern; * 13 август 1710 в Берлин; † 10 април 1741 в Молвиц, Силезия) от династията Хоенцолерн е пруски принц, маркграф на Бранденбург-Швет и пруски полковник.
Той е внук на „Великия курфюрст“ Фридрих Вилхелм фон Бранденбург и син на маркграф Албрехт Фридрих фон Бранденбург-Швет (1672 – 1731) и съпругата му принцеса Мария Доротея Кетлер от Курландия (1684 – 1743), дъщеря на херцог Фридрих II Казимир от Курландия. <

Фридрих фон Хоенцолерн не се жени. Той е убит като пруски полковник на 10 април 1741 г. в битката при Молвиц. 